# Piotr Kunce
Piotr Kunce, właśc. Jerzy Piotr Kunce (ur. 6 lutego 1947 w Krakowie) – polski grafik i plakacista, profesor sztuk plastycznych.

## Życiorys
Studiował na Wydziale Grafiki Akademii Sztuk Pięknych w Krakowie w latach 1967–1973. Dyplom uzyskał w Pracowni Plakatu Macieja Makarewicza i w Pracowni Litografii Włodzimierza Kunza. Zawodowo związany z macierzystą uczelnią, od 1999 jako profesor. W 1981 objął stanowisko kierownika Pracowni Projektowania Plakatu. W 1996 otrzymał tytuł profesora sztuk plastycznych. Pełnił funkcję prorektora ASP w Krakowie (1996–1999).
W latach 1990–1991 był profesorem wizytującym w School of Fine Arts w ramach University of Connecticut. W 2005 został profesorem na Uniwersytecie Mateja Bela w Bańskiej Bystrzycy, w 2009 otrzymał tytuł doctora honoris causa tej uczelni. Specjalizuje się w plakacie i projektowaniu graficznym, zajmował się również grafiką artystyczną.
Członek Związku Polskich Artystów Plastyków (do 1991). Organizator Festiwalu Plakatu w Krakowie (2002, 2005) i szeregu wystaw zagranicznych Pracowni Plakatu pod nazwą Poster Studio on Tour. Prowadził warsztaty plakatu w Brazylii, Chile, Czechach, Danii, Finlandii, Francji, Indiach, Iranie, Kanadzie, Meksyku, Niemczech, Słowacji. Powoływany w skład jury różnych konkursów plastycznych. Autor ponad 20 dużych wystaw indywidualnych w takich krajach jak Belgia, Brazylia, Chile, Finlandia, Francja, Iran, Meksyk, Niemcy, Słowacja, Ukraina, USA.

## Odznaczenia i wyróżnienia
W 2012, za wybitne zasługi dla kultury polskiej, za osiągnięcia w twórczości artystycznej i działalności dydaktycznej, odznaczony Krzyżem Oficerskim Orderu Odrodzenia Polski.
Wyróżniony tytułem doktora honoris causa Uniwersytetu Mateja Bela w Bańskiej Bystrzycy (2009) oraz nagrodą „Uniwersalnej Przyjaźni Wszystkich Narodów” przyznaną przez Universidad Anáhuac México Sur.